# Cristina Păsăroiu

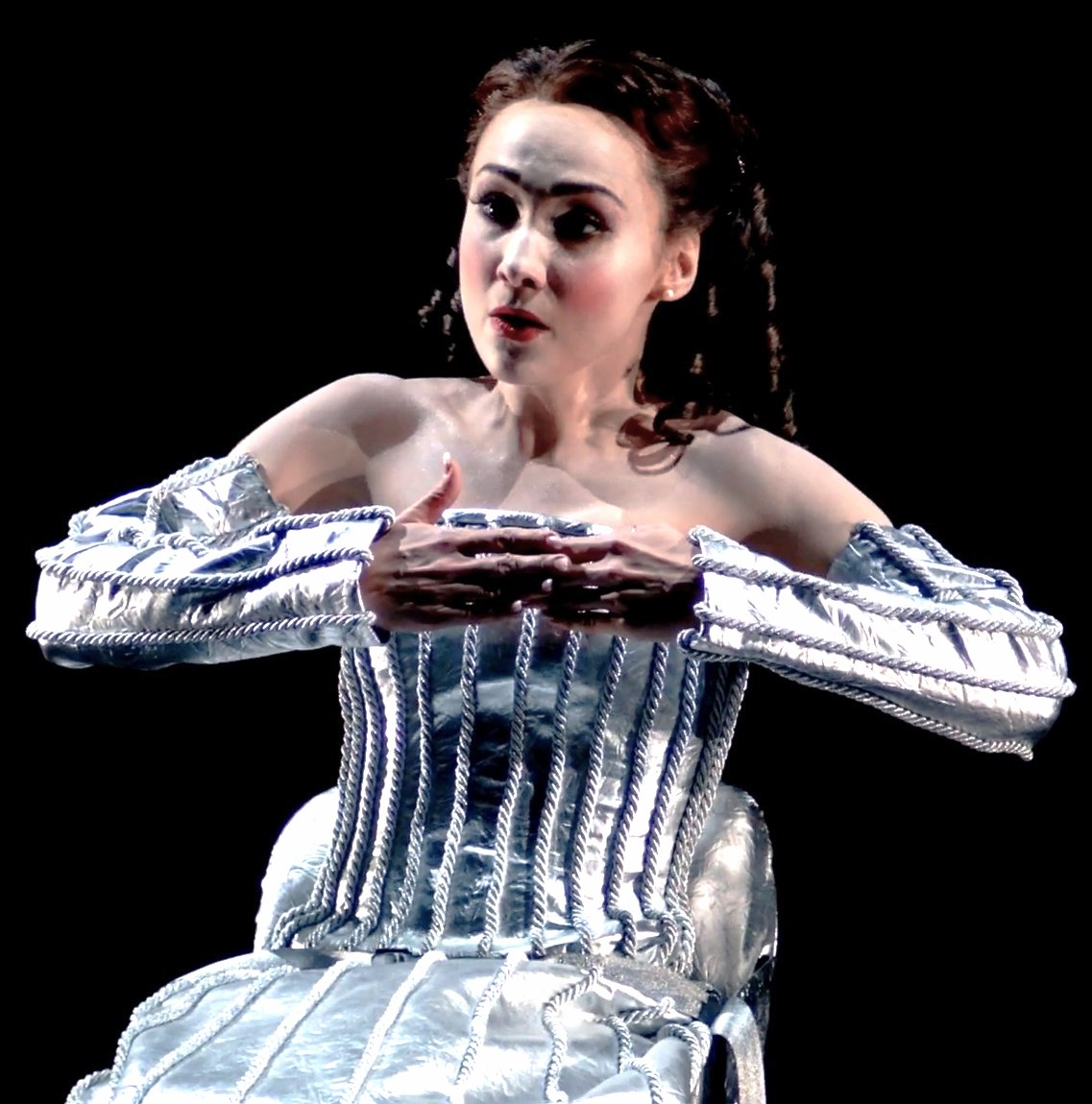
Cristina Păsăroiu, 2020

Cristina-Antoaneta Păsăroiu (* 17. September 1987 in Bukarest) ist eine rumänische Opernsängerin (Sopran).

## Leben
Păsăroiu wurde ab dem Alter von zwölf Jahren an der Musikschule „Dino Lipatti“ in Bukarest unterrichtet. Anschließend studierte sie am Conservatorio Giuseppe Verdi in Mailand bei Vittorio Terranova und an der Universität für Musik und darstellende Kunst Wien, wo sie ihr Studium 2009 abschloss. Sie ist Preisträgerin von nationalen und Internationalen Wettbewerben, beim Gesangswettbewerb Neue Stimmen gewann sie 2011 den 4. Preis. Ihr Rollenrepertoire umfasst Werke des musikalischen Barock (z. B. Händels Alcina), des italienischen und französischen Repertoires, Mozart-Opern und Werke von Komponisten des 20. Jahrhunderts.
Am Teatro Comunale di Bologna debütierte sie 2009 als Magda in La rondine und sang dort erstmals Mimi in La Bohème und Micaëla in Carmen unter der Leitung von Michele Mariotti. 2014 folgte ihr Debüt am Gran Teatre del Liceu in Barcelona als Suor Angelica in Puccinis gleichnamiger Oper. Seit 2015 übernahm Păsăroiu unter anderem die Rolle der Mimi in La Bohème beim Caracalla-Festival des Teatro dell’Opera di Roma, am Teatro São Paulo und in Rio de Janeiro, an der Königlichen Oper Kopenhagen und sie trat als Valentine in Les Huguenots an der Opéra de Nice, als Leila in Les pêcheurs de perles in Tel Aviv, als Gilda in Rigoletto in Essen, Magda in La rondine und Liu in Turandot an der Deutschen Oper Berlin auf.
In Folge gastierte Păsăroiu international: unter anderem an der Wiener Staatsoper (2016 als Micaëla in Carmen), am Theater an der Wien, der Bayerischen Staatsoper, der Oper Frankfurt, am Staatstheater Wiesbaden, am Staatstheater Kassel, am Essener Aalto-Theater, an der Opera Națională București, der Königlichen Oper Kopenhagen, am Theater St. Gallen, Theater Basel, an der Opéra de Nice, der Vlaamse Opera, der Opéra Grand Avignon, der Opéra national de Lorraine, am Teatro delle Muse in Ancona, der Korea National Opera, der Israeli Opera in Tel Aviv, am Theatro Municipal Rio de Janeiro, im Seoul Arts Center sowie bei Festivals wie den Savonlinna-Opernfestspielen, den Opernfestspielen St. Margarethen, den Maifestspielen Wiesbaden, den Tiroler Festspielen Erl, dem George Enescu Festival in Bukarest, beim Spring Festival Tokyo und beim Daegu Opera Festival.
Aus ihrer Konzerttätigkeit sind die Mitwirkung bei den Rosenblatt Recitals in London zu nennen, darüber hinaus Konzerte in der Wigmore Hall, im Wiener Musikverein, in der Alten Oper Frankfurt, im Berliner Konzerthaus, in der Philharmonie Essen, am Teatro Reggio di Parma sowie in Paris, Florenz, Sao Paulo und Peking. Dabei sang sie in Verdis Messa da Requiem oder auch in Werken zeitgenössischer Komponisten. So übernahm sie zum Beispiel die Sopranpartie in Lieder der Vergänlichkeit (Sinfonie Nr. 8) von Krzysztof Penderecki unter der musikalischen Leitung des Komponisten in Bukarest.

## Diskografie/Filmografie
In der CD-Aufnahme von Carmen der Deutschen Grammophon mit Elīna Garanča sang Pasaroiu die Partie der Frasquita. Für Magazzini Sonori erfolgte im Jahr 2009 eine Aufnahme von La Bohème mit Interpreten der Opernschule des Teatro Communale di Bologna. Zudem gibt es eine Fernsehaufzeichnung des ORF aus dem Theater an der Wien mit Păsăroiu als Gräfin in Le nozze di Figaro aus dem Jahr 2020. In der Sendung Die Stars von Morgen war sie Gast von Rolando Villazón; auch in einem Bericht des SWR über den Emmerich-Smola-Preis war sie zu sehen.

## Opernrepertoire (Auswahl)
- Bizet: Micaëla in Carmen, Leila in Les pêcheurs de perles
- Britten: Gouvernante in The Turn of the Screw
- Cilea: Titelrolle in Adriana Lecouvreur
- Halévy: Rachel in La juive
- Händel: Titelrolle in Alcina
- Korngold: Marietta in Die tote Stadt
- Kálmán: Sylva Varescu in Die Csárdásfürstin
- Massenet: Titelrolle in Manon
- Meyerbeer: Valentine in Les Huguenots
- Mozart: Fiordiligi in Cosi fan tutte, Pamina in Die Zauberflöte, Elettra in Idomeneo, Gräfin Almavia in Le nozze di Figaro
- Offenbach: Olympia, Antonia, Giulietta und Stella in Hoffmanns Erzählungen
- Puccini: Mimi und Musetta in La Bohème, Titelrolle in Suor Angelica, Magda de Civry in La rondine,  Liu in Turandot
- Verdi: Gilda in Rigoletto, Violetta in La traviata, Elisabeth in Don Carlos, Desdemona in Otello, Alice Ford in Falstaff